# Nicola Conci
Nicola Conci (født 5. januar 1997 i Trento) er en cykelrytter fra Italien, der er på kontrakt hos XDS Astana Team.